# Pilar Benejam Arguimbau
Pilar Benejam Arguimbau (Ciudadela, Menorca, 1937) es una geógrafa y pedagoga española. En 1961 se graduó en Magisterio por la Escuela de las Islas Baleares, y en 1966 obtuvo la licenciatura en pedagogía y en 1972 en historia por la Universidad de Barcelona. En 1985 obtuvo el doctorado en pedagogía por la Universidad Autónoma de Barcelona.

## Biografía
Desde 1972 es catedrática del Departamento de Didáctica de la Lengua, de la Literatura y de las Ciencias Sociales de la UAB.Ha trabajado en la Escuela Costa y Llobera, y en la Escola Talitha.
Ha participado en diversas Comisiones para la reforma de la formación del profesorado de Cataluña y del resto de España. Experta en temas de revisión de la programación escolar en ciencias sociales, y Asesora en Administraciones públicas en referencia al total del ciclo formativo. Desde 1994, es directora del Instituto de Ciencias de la Educación de la Universidad Autónoma de Barcelona.
Se ha interesado en todos los aspectos relacionados con la renovación pedagógica y la innovación didáctica y en la introducción en la docencia de las diferentes propuestas epistemológicas de la geografía.
Posee un lejano parentesco con el profesor Joan Benejam i Vives (1846-1922).

## Obra
Dentro de sus obras se encuentran:
- La formación de maestros. Una propuesta alternativa (1986)
- Intercanvi. Geografia humana i econòmica del món actual (1976)
- Geografía e historia: educación secundaria. Editor Vicens-Vives, Editorial SA, 224 pp. ISBN 8431631597, ISBN 9788431631598 (1995)
- El proyecto curricular en el contexto del proyecto educativo institucional (1999)
- Una geografía humana renovada: lugares y regiones en un mundo global (2000)
- El mestre Joan Benejam i Vives. Ayuntamiento de Ciudadela y Consejería de Educación y Cultura del Gobierno de las Islas Baleares. Mahón, Impresos Domingo, 31 pp. (2001)
- Las ciencias sociales: concepciones y procedimientos (2002)
- Didáctica y construcción del conocimiento social en la escuela. Pensamiento Educativo 30: 61-74 (2002) en línea Archivado el 2 de abril de 2015 en Wayback Machine.
- Agora 3. Ediciones Vicens Vives, 344 pp. ISBN 8431623748, ISBN 9788431623746 (2010)
- Demos 3. Vol. 3 de Demos : educación secundaria. Ediciones Vicens Vives, 344 pp. ISBN 843161465X, ISBN 9788431614652 (2010)
- Nou Cives 3. Ediciones Vicens Vives, 352 pp. ISBN 8468203017, ISBN 9788468203010 (2011)
- Nuevo Demos, 3 ESO (Madrid). Con Albet i Mas, Montserrat Casas Vilalta, Pilar Comes Sole, Montserrat Oller Freixa. Ediciones Vicens Vives, 352 pp. ISBN 8468202061, ISBN 9788468202068 (2011)
- Nuevo Demos 3 Canarias Trimestralizado. Con A. Albet i Mas, Montserrat Casas Vilalta, Pilar Comes Sole, Montserrat Oller Freixa. Ediciones Vicens Vives, 360 pp. ISBN 8468205281, ISBN 9788468205281
- Geography And History 1.1-1.2+cd's. Con Margarita Garcia Sebastian, Abel Albet Mas, Cristina Gatell Arimont. Ediciones Vicens Vives, 288 pp. ISBN 8431698713, ISBN 9788431698713 (2011)
- Lurra Berria 1 Euskadi. Ediciones Vicens Vives, 296 pp. ISBN 8468201227, ISBN 9788468201221 (2011)
- Excursions i activitats a Primària i Secundària. Perspectiva escolar 362: 72-75 ISSN 0210-2331 (2012)
- Enric Lluch i Martín, la geografía, l'educació i el compromís cívic. Perspectiva escolar 367: 70-73 ISSN 0210-2331 (2013)

## Honores
El 29 de noviembre fue nombrada honoris causa en la URV

### Editora
- Equipo editorial de la Revistas.UM.es[5]

### Miembro de
- Asociación de Maestros Rosa Sensat, donde tuvo una participación muy activa en la etapa constituyente de la Universidad Autónoma de Barcelona y fue redactora del Manifiesto de Bellaterra, por lo que recibió la Medalla de Bronce de esa institución[6]
- Madrina del doctor honoris causa de la pedagoga Marta Mata i Garriga (1926-2006)[7]

### Premios
- 2004: le fue otorgada por la Generalidad de Cataluña el Premio Creu de Sant Jordi
- 2004: Premio Jaume Vicens Vives
- 2003: Premio Ramon Llull
- También le fue concedido el premio Emili Darder a una vida dedicada a la formación del profesorado